# Pfarrkirche Ansfelden

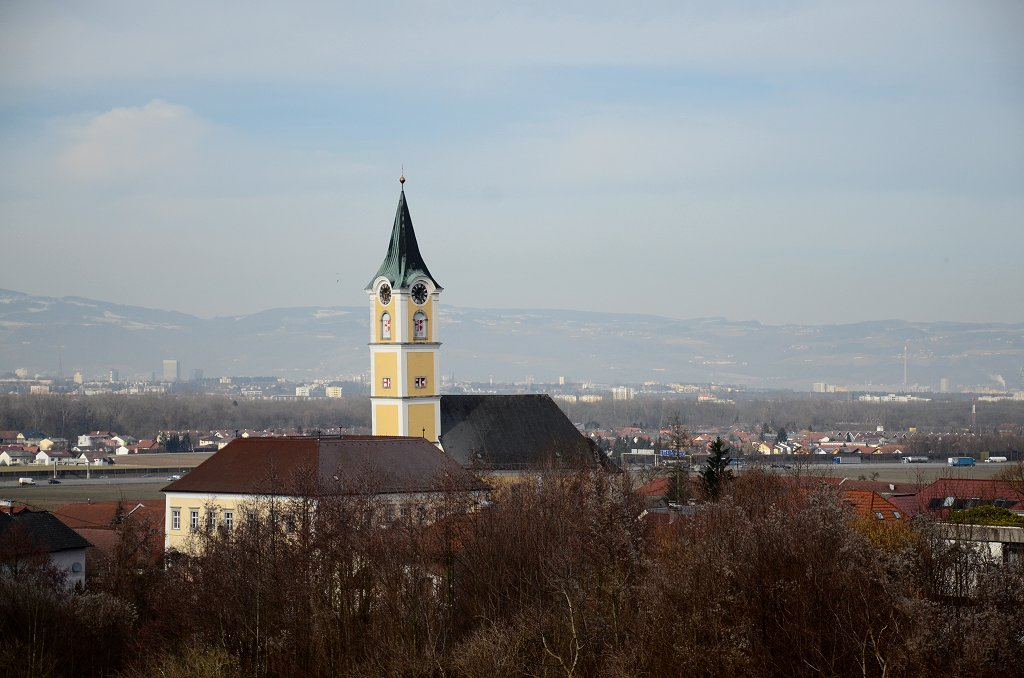
Pfarrkirche Ansfelden von Südosten aus gesehen

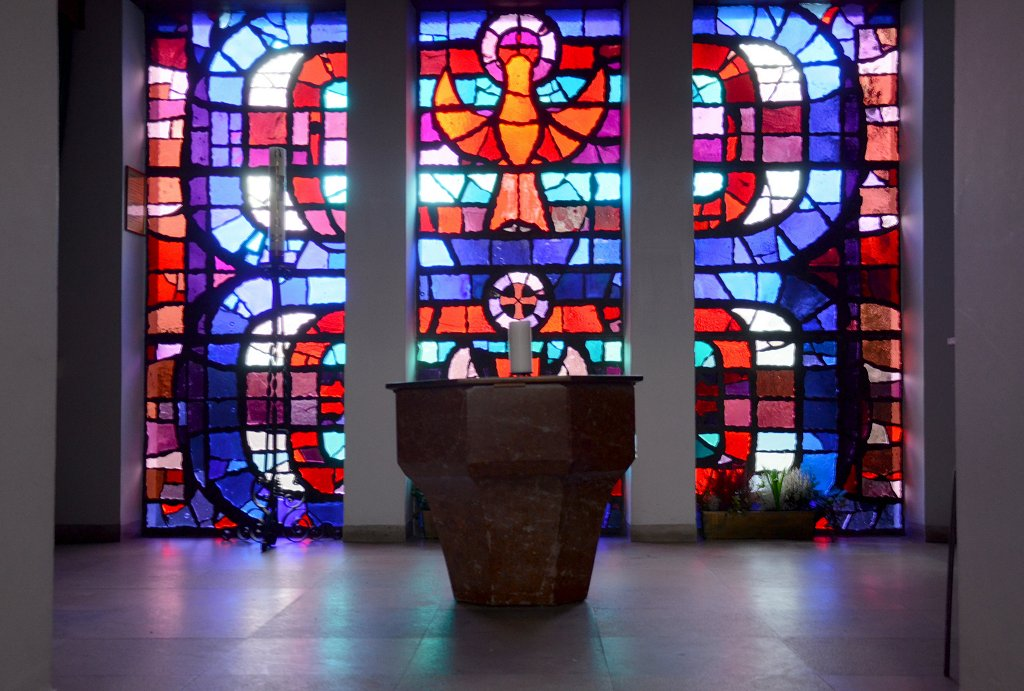
Taufbecken

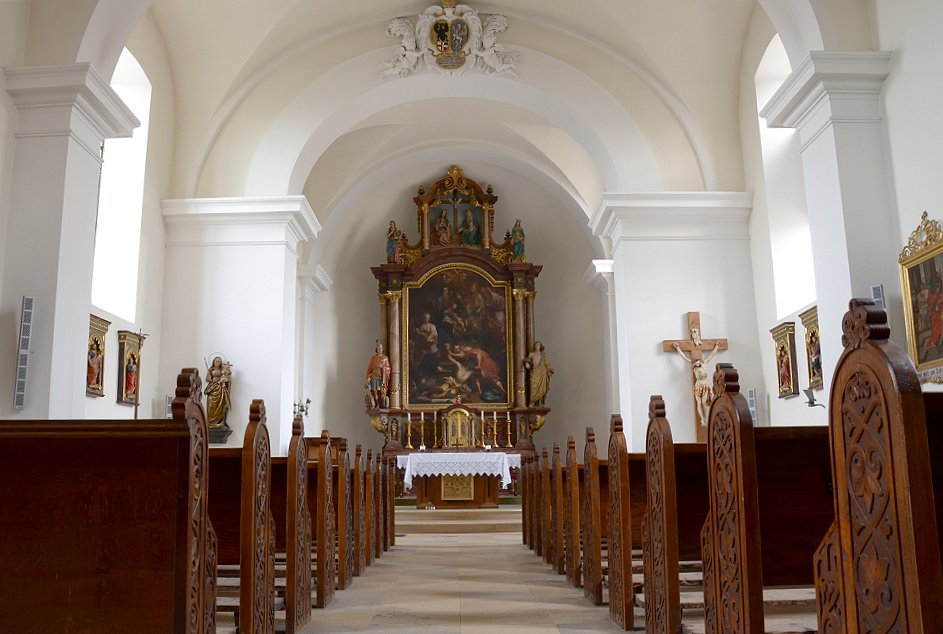
Innenraum der Pfarrkirche

Die Pfarrkirche Ansfelden steht in der Ortschaft Ansfelden in der Stadtgemeinde Ansfelden in Oberösterreich. Die römisch-katholische Pfarrkirche hl. Valentin, dem Stift Sankt Florian inkorporiert, gehört zum Dekanat Traun in der Diözese Linz. Die Kirche und der Friedhof und die Friedhofsbauten stehen unter Denkmalschutz. 

## Geschichte
Wann die Pfarrkirche zum heiligen Valentin in Ansfelden gegründet wurde, ist nicht bekannt. Es wird jedoch vermutet, dass sie um 764, nach der Überführung der Reliquien des heiligen Valentin nach Passau, gegründet wurde. Sie wurde mehrmals umgebaut und renoviert. Das heutige Erscheinungsbild geht großteils auf die Barockisierung vom Beginn des 18. Jahrhunderts zurück, wobei einige Teile der alten Bausubstanz in den Neubau integriert wurden. Die Strebepfeiler stammen zum Beispiel aus der gotischen Bauphase, während einige Teile des Turmes noch romanisch sind. Es sind einige Berichte über Umbauarbeiten und neue Einrichtungen bekannt. Die heutige Einrichtung wurde teilweise unter Pfarrer Börger (1872–77) gefertigt. Er ließ die neue Kanzel und die Kreuzwegbilder in der Kirche anbringen. Sein Nachfolger Joseph Zauner ließ um 1887 die Seitenaltäre und wenig später den Hochaltar anfertigen. 
Das Hochaltarbild mit dem heiligen Valentin wurde wiederverwendet und zierte schon den Barockaltar. Kunsthistoriker vermuten, dass es von Altomonte, wahrscheinlicher aber von Johann Karl von Reslfeld gemalt wurde. Die Kirchenbänke wurden 1893 vom Ansfeldner Tischlermeister Seiberl gefertigt. Die schön verzierten Seitenteile wurden ebenfalls vom Ansfeldner J. Weismayr geschnitzt, der dieses Handwerk während seiner Haftzeit in Garsten erlernte. Bei der letzten Kirchenrenovierung wurden die Fresken, die den Innenraum zierten, mit dem Sandstrahlgerät entfernt, und die Seitenaltäre fanden zusammen mit der Kanzel ihre wahrscheinlich letzte Ruhe auf dem Pfarrhofdachboden. Bei dieser Renovierung ließ Pfarrer Geiß auch eine Taufkapelle anbauen und eine Heizung installieren.

## Pfarrhof
Der barocke Pfarrhof wurde zwischen 1696 und 1707 vom Barockbaumeister Carlo Antonio Carlone erbaut. Der Bau wurde von Pfarrer Mathäus von Weißenberg begonnen, und unter Pfarrer Perger vollendet. Der Pfarrhof diente nicht nur dem Pfarrer und dem Kooperator als Wohnsitz, auch die Pröbste von St. Florian verbrachten ihre Sommerfrische hier. Über die Jahrhunderte veranlasste fast jeder Pfarrer Umbau- oder Renovierungsarbeiten. Nicht nur die zahlreichen Umbauten und die meist mangelhaft durchgeführten Renovierungsmaßnahmen setzten dem Gebäude stark zu. Auch während der Franzosenzeit, in der französische Soldaten im Pfarrhof untergebracht waren, und zur Zeit des Nationalsozialismus, in der ein Umbau zu einem Musikarchiv geplant wurde, fügten der Bausubstanz zusätzlich große Schäden zu. Die 2012 begonnene Generalsanierung wurde 2013 beendet.

## Mesnerhaus
Neben der Kirche und dem Pfarrhof befindet sich das an der südlichen Friedhofsmauer erbaute Mesnerhaus. Bis 1870 übte der Lehrer ebenfalls den Mesnerdienst aus. Sowohl die Wohnung des Mesners, als auch die Schulklassen befanden sich im Mesnerhaus, in welchem auch Anton Bruckner geboren wurde. Die Ursprünge der Pfarrschulen liegen in der Reformationszeit, in der die Schulen auch zum Zweck der Beeinflussung der Schüler, von beiden Konfessionen eingesetzt wurden. Aus den Kirchenrechnungen von 1598/99 geht hervor, dass der erste bekannte Schulmeister in Ansfelden Philipp Pabst hieß. Das erste Schulhaus wurde bereits 1600 erwähnt; 1665 erfolgte ein Neubau, der 1706 wieder zum großen Teil ersetzt wurde. Am 4. August 1777 wurde Joseph Bruckner Schulmeister in Ansfelden. Diesen Beruf übte er bis 1822 aus, dann folgte auf ihn sein Sohn Anton Bruckner, der den Beruf des Schulmeisters bis zum Tod seines Vaters 1837 ausübte, und dessen Grab sich als einziges noch am alten Friedhof neben der Kirche befindet. 1867 mussten die Pfarren die Schulleitung in die Hände des Staates übergeben, und aus den Pfarrschulen wurden Staatsschulen. Obwohl das Schulhaus aufgrund der Platznot schon von einer auf zwei Klassen erweitert werden musste, reichte der Platz immer noch nicht aus, sodass 1905 erstmals ein Schulneubau ins Auge gefasst wurde. Im Frühjahr 1907 wurde der Bau des heutigen Volksschulgebäudes begonnen, welche am 27. Oktober 1907 fertiggestellt wurde, und der Unterricht konnte am 4. November aufgenommen werden. Das Land Oberösterreich kaufte das alte Schulhaus 1968 von der Pfarre und richtete dort eine Gedenkstätte für Anton Bruckner ein. 